# 베르나르도 살비아티

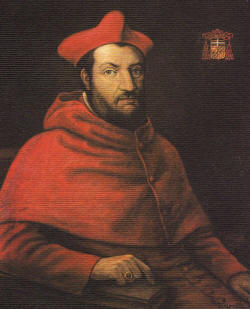
베르나르도 살비아티

베르나르도 살비아티(Bernardo Salviati, 1508년 2월 17일 – 1568년 5월 6일)는 이탈리아의 콘도티에로이자 로마 가톨릭 교회의 추기경이다.
살비아티는 피렌체에서 야코포 살비아티와 조반니 데 메디치의 여동생인 루크레치아 디 로렌초 데 메디치의 아들로 태어났다. 어린 시절부터 그는 구호 기사단의 기사였다. 그의 군대 경력 중, 그는 바르셀로나에서 카를 5세 이전에 바르셀로나의 대사를 대신하여, 몰타 기사단의 제독 직위를 얻어, 오스만 튀르크를 상대로 싸웠다. 그는 또한 이탈리아 전쟁 동안에 시에나 공화국을 상대로 싸우기도 하였다.
프랑스에서 샤토 드 탈시를 재건해내며 자리를 잡은 후, 그는 기독교 세계에서 솝꼽히던 그의 전투 경험을 남겨두기 위해 그를 설득시켜냈던 카트린 드 메디시스(그녀는 그의 외가쪽 사촌의 딸이였다)의 알모어가 되었다. 그는 생파풀의 주교였던 그의 형제의 자리를 따랐다. 그는 1561년 2월 26일 교황 비오 4세에 의해 추기경으로 임명됐다.
그의 형제 조반니와 조카 안톤 마리아 또한 추기경이였다. 베르나르도는 또한 미래의 교황인 교황 레오 11세와 초대 토스카나 대공 코시모 1세 데 메디치의 작은 아버지였다.
그는 1568년 5월 6일 로마 트라스테베레에 있는 그의 거주지에서 사망했고 산타 마리아 소프라 미네르바 성당에 안치되었다.
추기경으로서 그는 결혼하지는 않았지만 베르나르도의 딸과 손녀인 카산드레(Cassandre)와 디아네(Diane, 그녀의 아버지 이름은 조반니)가 있는 것은 알려져있으며, 그들은 각각 그 당시의 프랑스 시인들인 피에르 드 롱사르와 아그리파 도비녜의 뮤즈였다.